# Eric A. Boe
Eric Allen Boe, född 1 oktober 1964 i Miami, är en amerikansk astronaut uttagen i astronautgrupp 18 den 27 juli 2000.

## Rymdfärder
- Endeavour - STS-126
- Discovery - STS-133